# 五本木
五本木（日语：／ Gohongi */?）是東京都目黑區的地名，設置五本木一丁目至五本木三丁目。郵遞區號為153-0053。2013年7月1日為止的人口有9,431人。

## 地理
位於目黑區北部。北鄰目黑區上目黑，東接目黑區祐天寺、中町、中央町，南連目黑區鷹番，西通世田谷區下馬。南北向的三宿通、五本木通穿越町內，南端有駒澤通通過。此外還有東急東橫線穿過町域，但未設站。町內主要為住宅區。

## 歷史
1968年（昭和43年），過去的上目黑五丁目、中目黑三丁目、三谷町各一部分合併成立。

### 地名由來
五本木最早可追溯至室町與鎌倉時代，因本地有五棵大樹而得名。

## 交通
可利用町域東北方的東急東橫線祐天寺站與町域南方的學藝大學站。

## 設施
- 目黑區立上目黑小學校
- 目黑區立五本木小學校
- 日本聖公會　聖保羅教會

## 備註
1. ↑  .   [2013-08-02]. （原始内容存档于2020-05-03）.
2. ↑  .   [2013-08-02]. （原始内容存档于2013-07-27）.